# نگاه آهو: سرگذشت یک نسل
نگاه آهو:سرگذشت یک نسل رمانی از آرش حجازی است.این رمان درباره ی زندگی نویسنده از سال ۱۳۵۷ تا ۱۳۸۹ می باشد.پیشگفتار این کتاب را  پائولو کوئلیو نوشته است.این کتاب به زبان های آلمانی،ایتالیایی و سوئدی ترجمه شده است.

## فصل های کتاب
رمان نگاه آهو در ۷ بخش نوشته شده است:

بخش اول: عشق تو شد، چون پیشه ام (پاییز ۱۳۵۷ — تابستان ۱۳۵۹)
بخش دوم: اگر اوج لذت را می طلبید، بروید روی مین (پاییز ۱۳۵۹ — تابستان ۱۳۶۷)
بخش سوم:  شما کشور را بازسازی کنید، من جیب خودم را (۱۳۶۷ — ۱۳۷۴)
بخش چهارم:  دروغ بگویید تا زنده بمانید (۱۳۷۴ — ۱۳۷۸)
بخش پنجم: گفتگوی تمدن ها، اما نه گفتگوی آدم ها (۱۳۷۹–۱۳۸۴)
بخش ششم: من برگزیده ی خدام، از امام زمان بپرسید! ( ۱۳۸۴–۱۳۸۷) 
بخش هفتم: ما خس و خاشاک نیستیم، ملت ایران هستیم! (۱۳۸۷–۱۳۸۸)